# Nigel Dabinyaba
Nigel Dabingyaba (26 ottobre 1992) è un calciatore papuano, attaccante svincolato.

## Carriera

### Club
Ha giocato nel campionato di Papua-Nuova Guinea, in quello neozelandese (2 presenze con il Canterbury Utd) ed in quello malese (18 presenze e 3 reti con il Penang nel 2017).
In carriera ha totalizzato complessivamente 23 presenze e 12 reti in OFC Champions League.

### Nazionale
Partecipa alla Coppa delle nazioni oceaniane 2016 con la propria nazionale, arrendendosi solo alla Nuova Zelanda in finale.
Tra il 2014 ed il 2019 totalizza complessivamente 17 presenze e 8 reti in nazionale.

## Palmarès

### Club

#### Competizioni nazionali
- Campionato di calcio della Papua Nuova Guinea: 3

Hekari United: 2011-2012, 2013, 2014